# Trichocera bellula
Trichocera bellula är en tvåvingeart som beskrevs av Alexander 1961. Trichocera bellula ingår i släktet Trichocera och familjen vintermyggor. Inga underarter finns listade i Catalogue of Life.